# Хорватский францисканский биографический словарь
Хорватский францисканский биографический словарь (хорв. Hrvatski franjevački biografski leksikon) — энциклопедический словарь на хорватском языке, содержащий в себе биографические сведения о францисканских деятелях хорватской истории.
Впервые книга была представлена публике в июле 2010 года Советом Францисканских общин Хорватии и Боснии и Герцеговины и Лексикографического института Мирослава Крлежи (LZMK). Это была совместная работа десятка научных сотрудников LZMK, под редакцией историков францисканства Франьо Эмануэля Хошко и Вицко Капановича, которые на протяжении двух десятков лет собирали биографические сведения о более чем двух тысячах человек, занимавшихся на протяжении всей своей жизни абсолютно разными видами деятельности, но так или иначе бывшими связанными с орденом францисканцев. Работа, проделанная авторами книги позволила не только расширить знания относительно биографических сведений хорватских францисканцев, но и подтвердить некоторые гипотезы относительно обособленности движения францисканцев в Габсбургской монархии и многовековой культивации францисканцами отличительного компонента схоластической философии, значительно повлиявшего на хорватское католическое духовенство.